# 荒城神社
荒城神社（あらきじんじゃ）は、岐阜県高山市にある神社。
式内社であり、延喜式神名帳の飛騨国内八社の1つである。旧社格は県社。本殿は国の重要文化財に指定されている。同じく本殿が2016年に日本遺産「飛騨匠の技・こころ / 国府盆地の中世社寺建築群」の一つとして認定された。
毎年9月7日の秋の例祭には、「荒城神社鉦打・獅子舞」（岐阜県重要無形文化財指定）が行われる。秋の例祭は2016年より9月の第一日曜日となった。
神社周辺はスギを主体とする良好な緑地となっており、緑地環境保全地域に指定されている（1977年9月30日指定）。

## 由緒
一般的には創立年紀不詳とされるが、神社明細帳には「創立は遠く上代」とあり、日本三代実録には「清和天皇貞観九年（867年）10月5日庚午、授飛騨国五位下荒城神従五位」と記される。室町時代以降は河伯大明神と称されていたが、江戸時代の文化年間に荒城神社であることが調査で判明した。

## 主な文化財
重要文化財（国指定）
- 本殿 - 国の重要文化財建造物である現在の本殿は1390年（元中7年）の建立である。三間社流造杮葺の本殿は、明治42年（1909年）に、古社寺保存法に基づく特別保護建造物（国宝保存法により「国宝」、現行法により「重要文化財」に移行）に指定された。昭和38年（1963年）には棟札7枚が重要文化財の附（つけたり）として追加指定されている。

県指定重要文化財
- 荒城神社神像（2躯）[5]
- 随身（2躯）[6]
- 鰐口（1口）
- 面（4面）[7]

県指定重要有形民俗文化財
- 獅子頭 9箇[8]

県指定史跡
- 荒城神社遺跡 - 境内からは4基の縄文時代住居跡、および縄文土器（縄文中期 - 後期）、石器（打製石斧、石鏃、磨製石斧、石刀、石冠、石皿など）が発見されており、「荒城神社遺跡」として岐阜県史跡に指定されている[9]。

## 祭神
- 主神
  - 大荒木之命（高御牟須比命の13世の孫）
  - 国之水国分神
  - 彌都波能売神
- 末社
  - 秋葉神社
  - 稲荷神社
  - 津島神社
  - 荒神社

## 境内

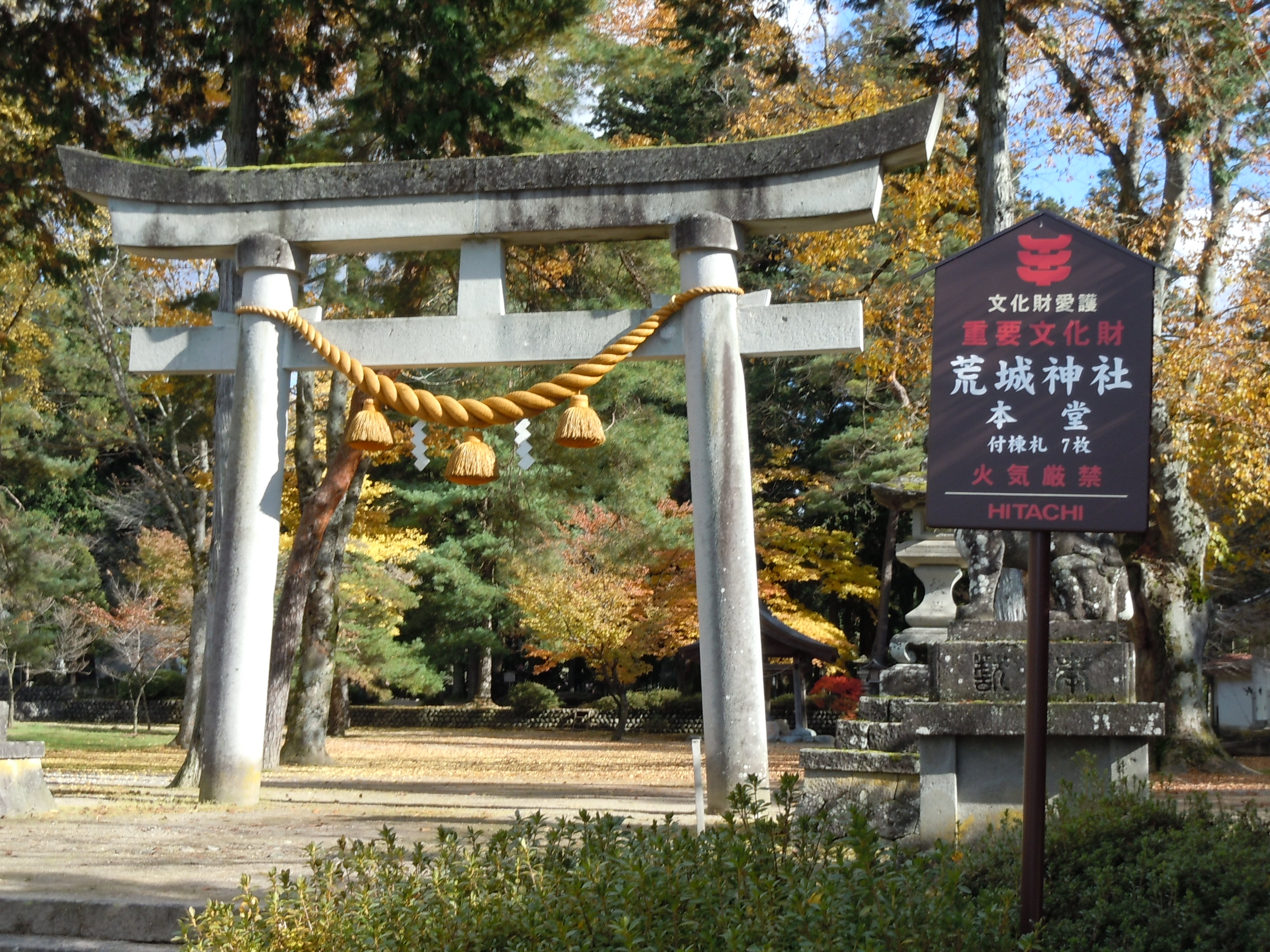
正面鳥居
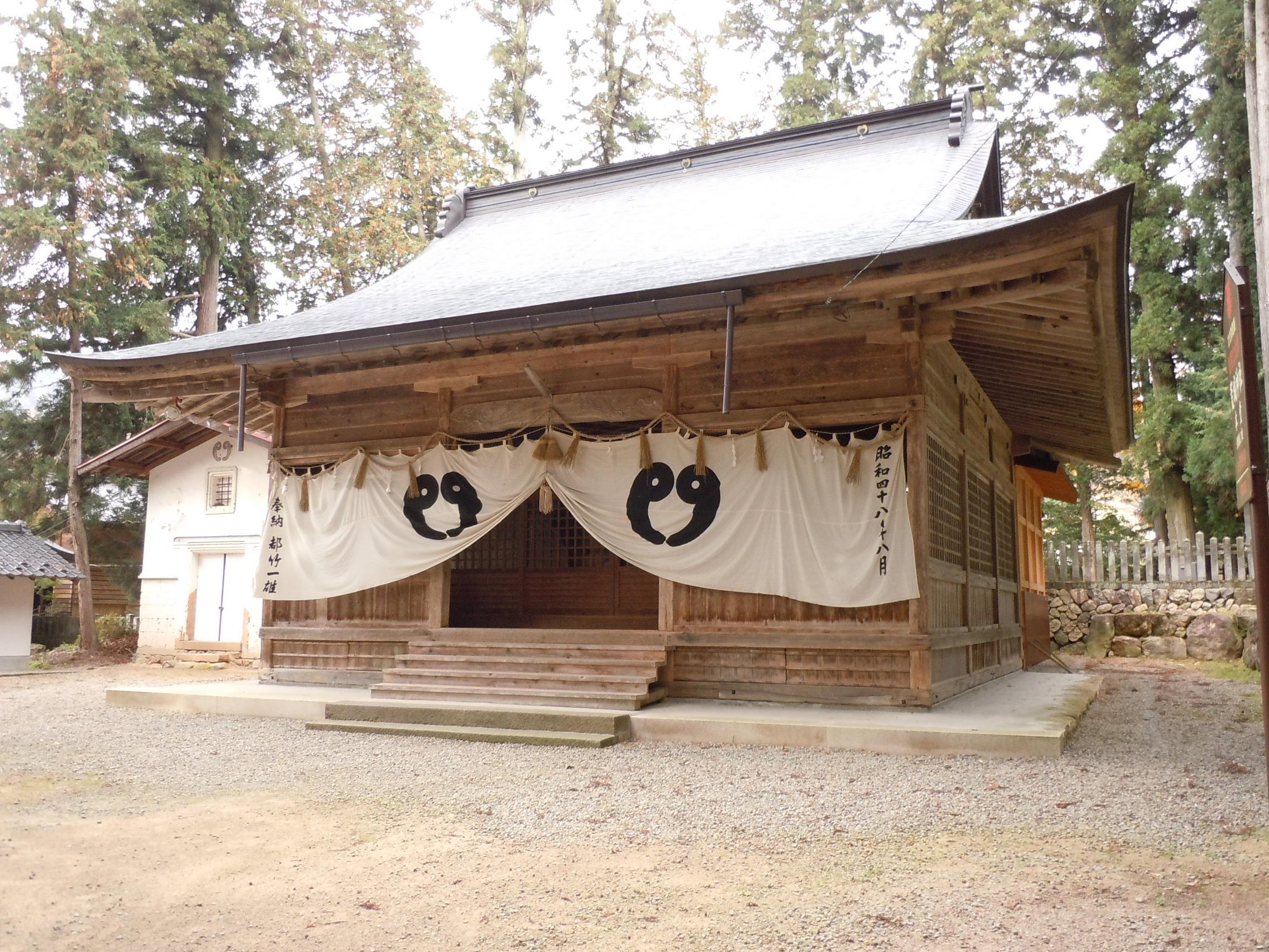
拝殿
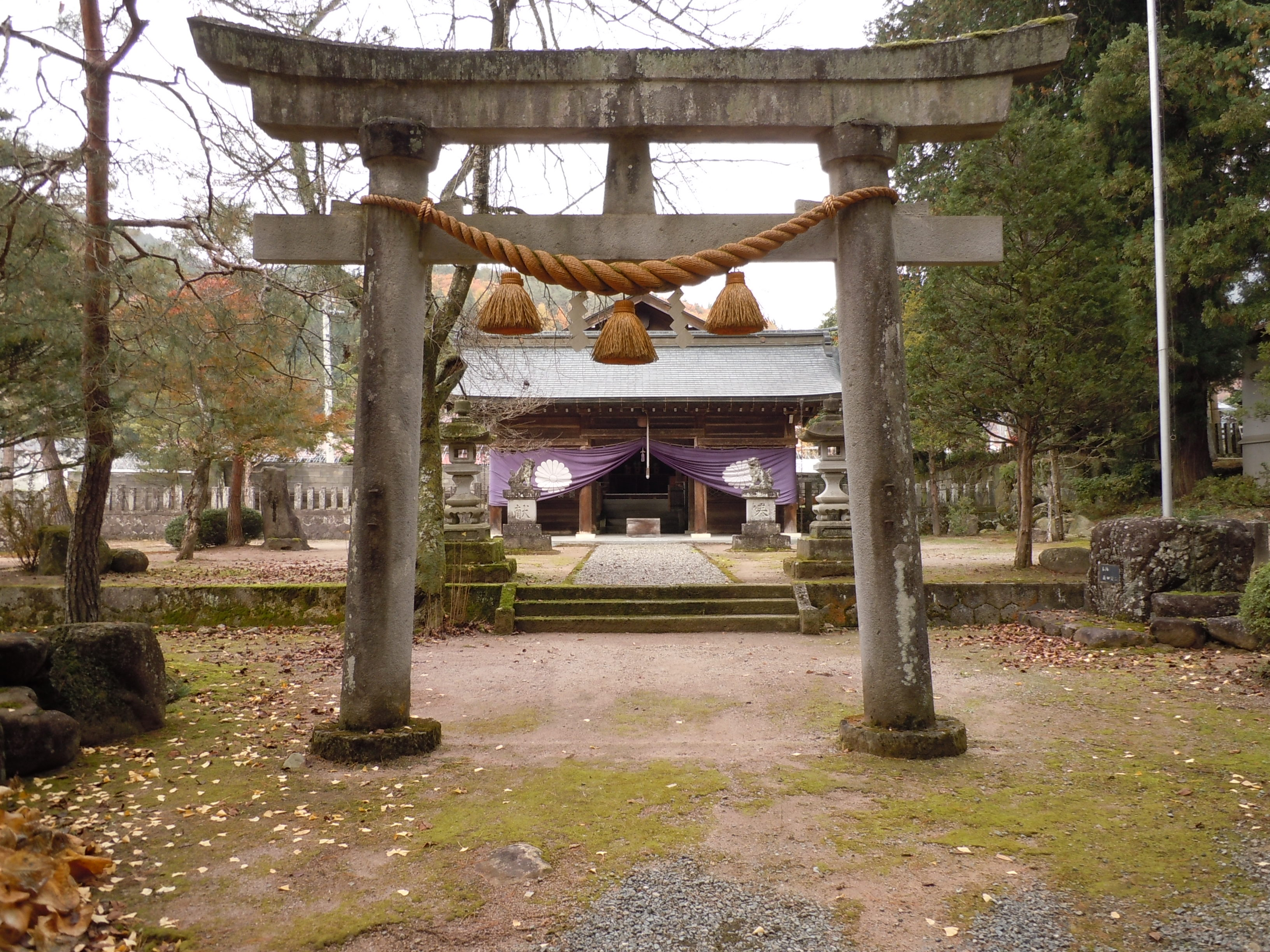
鎮魂社
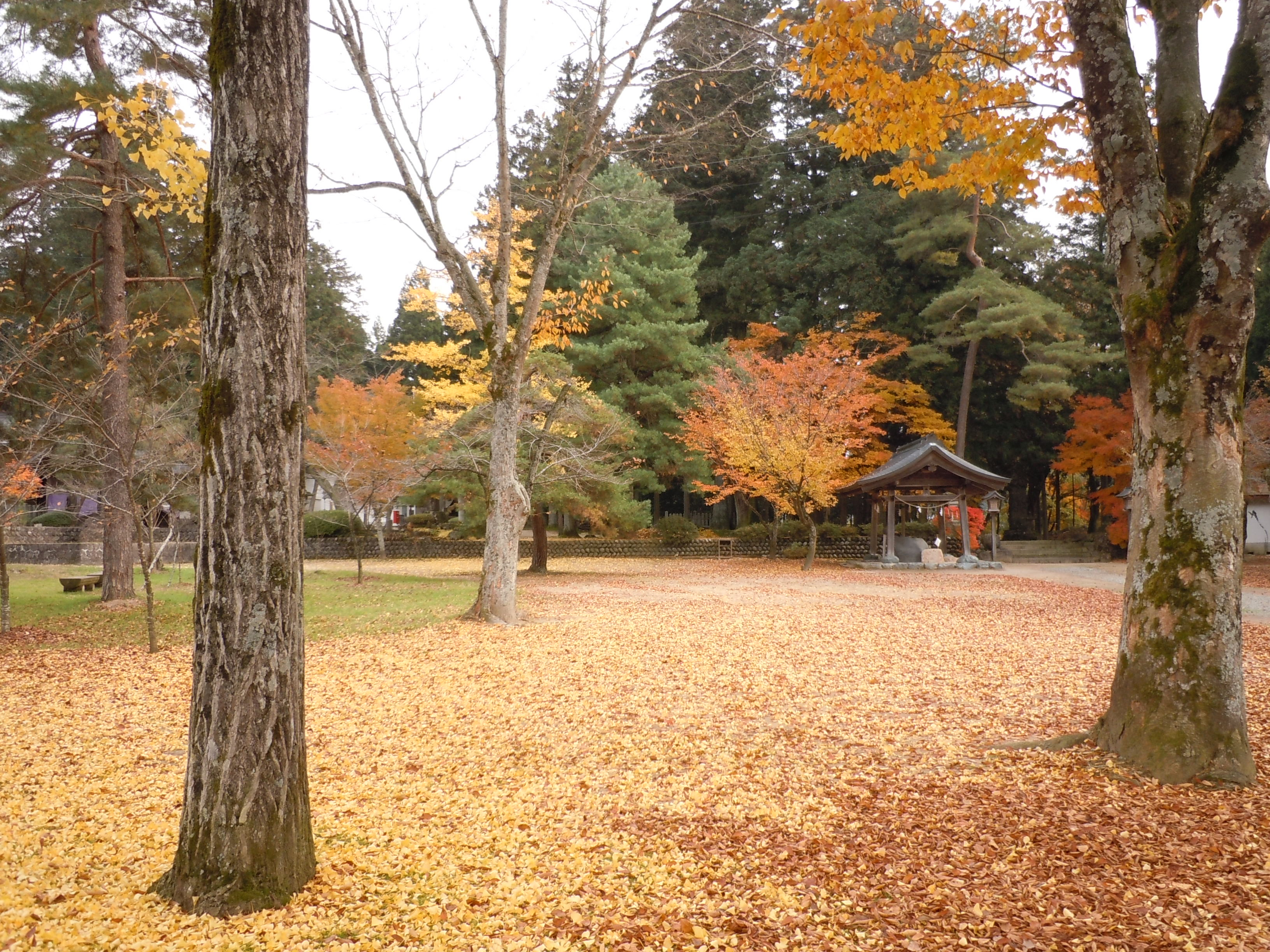
広い境内

## 交通
- 高山本線飛騨国府駅より約5km
- 中部縦貫自動車道・高山ICより道程約15km、車で25分